# Celebothemis delecollei
Celebothemis delecollei är en trollsländeart som beskrevs av Friedrich Ris 1912. Celebothemis delecollei ingår i släktet Celebothemis och familjen segeltrollsländor. Inga underarter finns listade i Catalogue of Life.